# Bătălia de la Auray
Bătălia de la Auray (în engleză Battle of Auray, în franceză Bataille de Auray) a fost o importantă bătălie a Războiului de 100 de Ani, care a avut loc pe 29 septembrie 1364 între forțele anglo-bretone pe de-o parte și cele franceze pe de altă parte.

## Context
Bătălia a fost precedată de asediul orașului de către trupele engleze sub comanda ducelui de Bretania, Ioan al V-lea, după eșecul tratativelor de pace în 1364, trupele engleze au intrat în oraș și au asediat castelul, blocat la mare de flota engleză. Lipsiți de aprovizionarea asediații erau gata să se predea pe 29 septembrie, cu condiția că, la acel moment, apărătorii castelului nu vor primi ajutoare. La 27 septembrie trupele lui Carol de Blois erau aproape de mănăstire în apropierea orașului. Pe 28 septembrie trupele franceze a debarcat pe malul stâng al râului, luând o poziție în fața castelului. Temându-se de încercuire, Ioan și trupele sale au părăsit orașul și s-au poziționat pe pantele malului drept al râului. La 29 septembrie, după eșuarea negocierilor, trupele franceze au trecut râul și s-au stabilit în sud, luând o poziție foarte nefericită într-o câmpie mlăștinoasă la nord de castel. Trupele britanice s-au aliniat în față, așteptând atacul francezilor.

## Desfășurare
Lupta a început cu o scurtă încăierare între arcașii englezi și arbaletrierii francezi. După care sa-u alăturat principalele forțe. Francezii în mod repetat au lovit pozițiile trupelor engleze, dar rezerve lăsată de Ioan a salvat situația. Bătălia a fost una foarte dură, nici una dintre părți ne-luând prizonieri. Aripa dreaptă a armatei franceze a fost de curând contraatacată și distrusă de către englezi, cu fuga francezilor s-a încheiat și atacul englezilor asupra flancului stâng. Comandantul francez Carol de Blois, rănit cu o suliță în luptă a fost decapitat de trupele engleze. Englezii au obținut o victorie necondiționată.
Victoria în bătălie a pus capăt războiului de succesiune Breton, în 1365 fiind semnat Tratatul de la Guérande.